# Bernhard Sopher

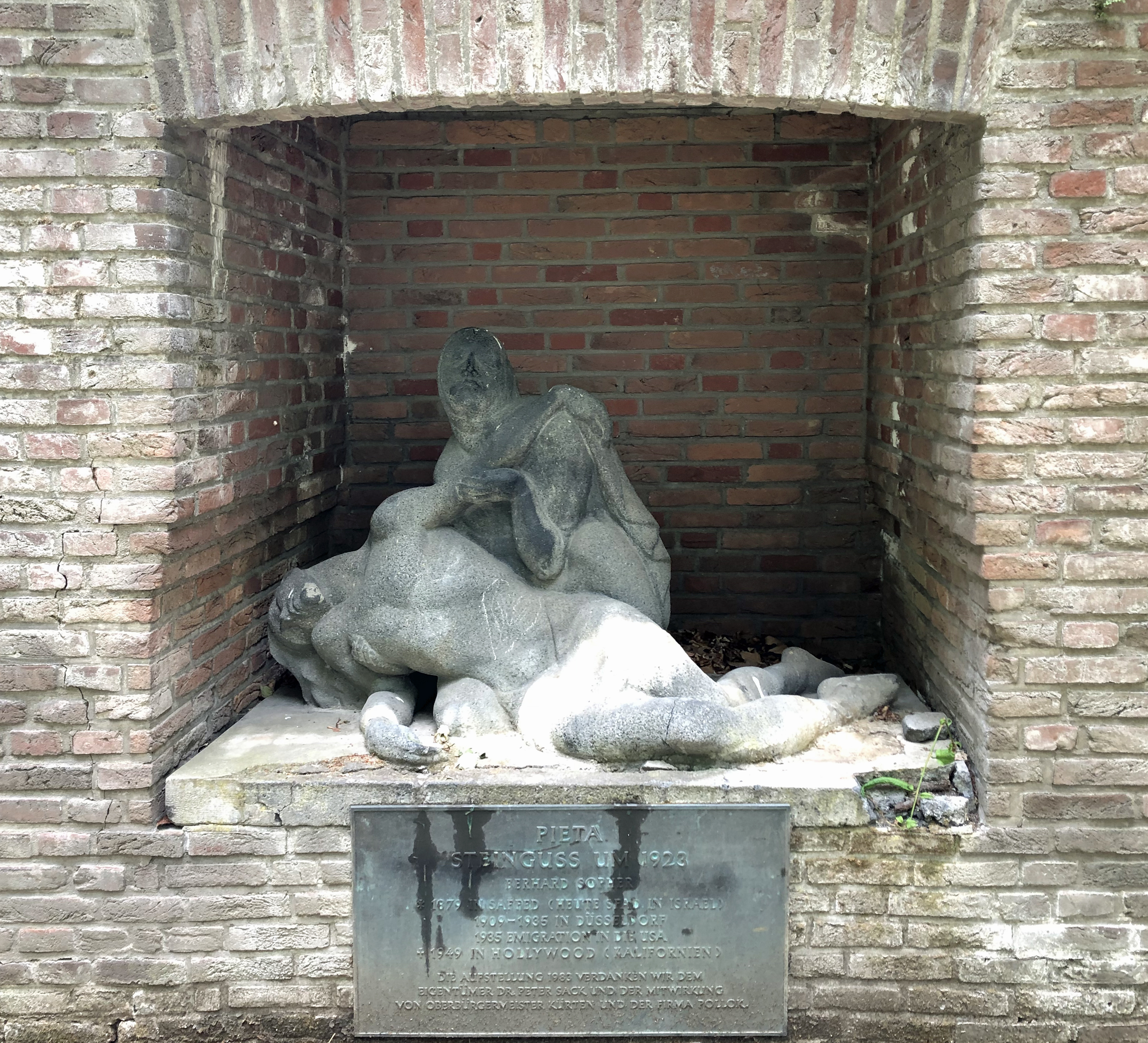
Pieta, Steinguss um 1923

Bernhard (Burnat David) Sopher (geboren 15. Juni 1879 in Safed, Sandschak Akka, Vilâyet Syrien, Osmanisches Reich; gestorben 18. Juni 1949 in Hollywood, Los Angeles) war ein deutsch-US-amerikanischer Bildhauer.

## Leben

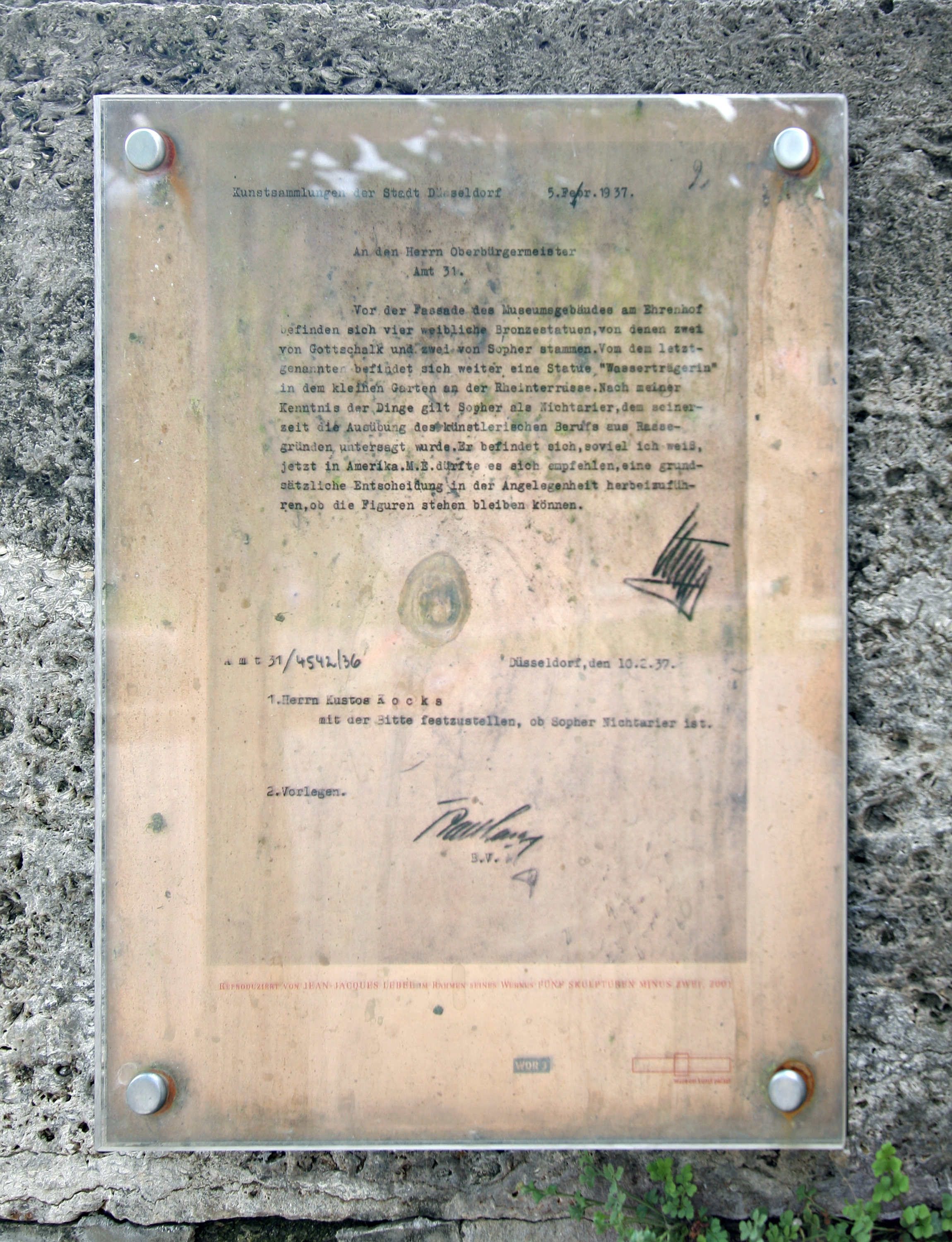
Schreiben der Kunstsammlungen der Stadt Düsseldorf an den Oberbürgermeister vom 5. Februar 1937 mit der Bitte um eine grundsätzliche Entscheidung, ob die Figuren stehenbleiben können, da der Künstler „Nichtarier“ sei. Der Brief ist als Denkmal an den ehemaligen Standort der Skulptur vor dem Eingang des heutigen Museum Kunstpalast angebracht

Bernhard Sopher studierte ab 1897 Bildhauerei an der Kunstakademie Berlin, ab 1905 bis 1908 an der Handwerkskunstschule Weimar bei Adolf Brütt in Berlin und Weimar. Zum Abschluss seines Studiums war er an der Realisierung des Denkmals für Großherzog Carl Alexander auf dem Karlsplatz in Weimar sowie an den Arbeiten des Foyers des Weimarer National-Theaters beteiligt. Seit 1908 lebte Sopher als freier Bildhauer in Düsseldorf. Im Jahr 1914 bemühte sich Sopher, bis dato türkischer Staatsangehöriger, um die preußische Staatsangehörigkeit; er diente als Freiwilliger für Deutschland im Ersten Weltkrieg. In den 1920er Jahren wurde er als Mitglied der Vereinigung Das Junge Rheinland bekannt. Dann trat er der Rheingruppe bei. Als Gast stellte er mit der Künstlergruppe Niederrhein aus. In den Jahren 1929 bis 1931 war er in der Künstlervereinigung Rheinische Sezession engagiert. Das NS-Regime erteilte ihm 1934 ein Berufsverbot. Mit der Hilfe von Ernst Gottschalk emigrierte Sopher 1935 in die USA. Er wurde 1943 US-amerikanischer Staatsbürger.
Sopher schuf u. a. Porträt-Büsten von Sigmund Freud und Arnold Schönberg. In Düsseldorf ist in der Gartenanlage südlich der Rheinterrasse seine 1925 geschaffene Bronzeskulptur Die Nubierin (auch Die Wasserträgerin genannt) erhalten. Öffentlich besichtigt werden kann auch Sophers um 1923 geschaffene Pietà im Park des Palais Spee, Düsseldorf. Um 1932 schuf Sopher die Bronzefigur Johanna Ey stehend, die sich heute im Besitz des Düsseldorfer Stadtmuseums befindet.
Sein Nachlass wurde in der Unternehmervilla Sack in Düsseldorf ausgestellt, seit 2003 wird die Ausstellung vom Stadtmuseum Landeshauptstadt Düsseldorf gepflegt.

## Ausstellungskataloge
- Bernhard Sopher: Plastik. Galerie Rudolf Wiltschek, Berlin, 12. bis 31. Oktober 1925.
- War mothers: sculpture by Bernhard Sopher. Associated American Artists, New York City, 23. Februar bis 8. März 1943.
- Bernhard Sopher, Kunstsammlungen der Stadt Düsseldorf, 1951.